# 9053 Hamamelis
9053 Hamamelis eller 1991 VW5 är en asteroid i huvudbältet som upptäcktes den 2 november 1991 av den belgiske astronomen Eric W. Elst vid La Silla-observatoriet. Den är uppkallad efter Trollhasselväxter.
Asteroiden har en diameter på ungefär 6 kilometer och den tillhör asteroidgruppen Innes.